# غانديناغار
غانديناغار رمزها «GA» (بالإنجليزية: Gandhinagar)‏، هو تقسيم إداري لدولة الهند تتبع ولاية غوجارات (بالإنجليزية: Gujarat)‏، مركزها هو مدينة غانديناغار (بالإنجليزية: Gandhinagar)‏ عدد سكانها حسب تعداد سنة 2001 هو 1,334,731، مساحتها 649 كم²، وكثافة السكان 2,057 لكل كم².

## توأمة
لغانديناغار اتفاقيات توأمة مع:
- دبي [3]

## أعلام
- مريناليني سارابهاي